# Dale, Don, dale
Dale Don Dale es la canción del cantante puertorriqueño Don Omar. Originalmente se lanzó en 2002 como parte del disco MVP, sin embargo, en 2003 se incluyó en el álbum de estudio debut de Don Omar, The Last Don.

## Recepción
El sencillo apareció en el Videojuego de Grand Theft Auto IV: The Lost and Damned.El sencillo ha vendido 100 000 copias,  después ha vendido 500 000 de copias en Sudamérica.

## Video musical
Contó con un video promocional compartido, donde en la primera parte aparece el cantante Don Omar interpretando «Dale Don Dale», en las siguientes tomas aparece el cantante Yaviah con la canción «El Party va» y por último, los cantantes Ángel & Khriz con la canción «Cazando voy», las cuales también pertenecen al disco MVP.

## Posiciones en listas de éxitos
| Listas (2003-05)                                                  | Puesto |
| ----------------------------------------------------------------- | ------ |
| España (PROMUSICAE)                                               | 1      |
| Estados Unidos Billboard Tropical Songs                           | 21     |
| Estados Unidos Billboard Latin Songs Remix con Fabolous           | 39     |
| Estados Unidos Billboard Hot R&B/Hip-Hop Songs Remix con Fabolous | 89     |
| Europa MTV Europe Music Awards                                    | 40     |